# Château-Porcien

Château-Porcien este o comună în departamentul Ardennes din nordul Franței. În 1 ianuarie 2022 avea o populație de 1.297 de locuitori.